# 黑线银鲛
黑线银鲛（学名：Chimaera phantasma）为银鲛科银鲛属的鱼类。分布于日本南部及朝鲜西南部、北太平洋西部、北起日本南至菲律宾以及南海、东海、黄海等海域。该物种的模式产地在东京。